# Астронавт Фермер
Астронавт Фермер — драма 2006 року.

## Сюжет
Чарльз Фермер (Біллі Боб Торнтон) з дитинства мріяв стати астронавтом. Отримавши диплом аерокосмічного інженера і ставши військовим льотчиком, він був уже близький до того, щоб опинитися в лавах НАСА і почати готуватися до польоту в космос. Але одного разу сімейні обставини змушують його повернутися додому. Не в силах відмовитися від своєї мрії, Фермер все подальше десятиліття будує на своєму ранчо в Техасі власну ракету, в яку вкладає кожен зароблений цент. При цьому він вірить в те, що коли-небудь йому вдасться з тріумфом запустити її в космос. Мрії Фермера поділяють його дружина Одрі (Вірджинія Медсен) і діти — дві доньки і 15-річний син Шепард, який активно допомагає батькові. Але напередодні довгоочікуваного запуску виникає непередбачена проблема. Спроби сім'ї Фермер добути величезну кількість високооктанового палива привертають увагу ФБР, а також засобів масової інформації, які представляють його як «космічного ковбоя» і героя-одинака. Фермер з'являється на телеекранах всього світу.